# کوپرولو عبدالله پاشا
کوپرولو عبدالله پاشا (آلبانیایی: عبدالله pashë Kypriljoti; ۱۶۸۴–۱۷۳۵) یک فرمانده عثمانی نیمه اول قرن ۱۸ و یکی از فرماندهان در طول جنگ ایران و عثمانی (۱۷۲۷–۱۷۲۳) و همچنین جنگ ایران و عثمانی (۱۷۳۵–۱۷۳۰) بود.
او عضو خانواده مشهور کوپرولو، اهل آلبانی بود، که شش وزیر بزرگ امپراتوری عثمانی از ایشان خاست (چهار نفر از کارا مصطفی پاشا، یک فرزند خوانده) بود. کوپرولو در سال ۱۷۳۵ ،(بخشی از جنگ ایران و عثمانی (۱۷۳۵–۱۷۳۰)) با نادر افشار (که در آینده شاه ایران شد) در نبرد مراد تپه مصاف کرد. وی با فرمان دادن نیروهای خود برای آماده‌سازی ارتش پیشروی ایران، توانست از نبرد علنی نادر جلوگیری کند. با این وجود، با شناسایی یک ضعف درک شده در خطوط ایران، حمله موفقیت‌آمیز علیه نیروهای ایران آغاز کرد. علی‌رغم موفقیت‌های اولیه و همچنین برتری عددی از پنج به یک، ارتش کوپرولی در ضدحمله برنامه‌ریزی شدهٔ زیرکانه نادر شکست خورد و عبدالله کوپرولو پاشا نیز (نزدیک قارص امروزی) کشته شد.